# Lê Tiến Phục
Lê Tiến Phục (tháng 4 năm 1922 - 16 tháng 5 năm 1999) là một tướng lĩnh Quân đội nhân dân Việt Nam, mang quân hàm Thiếu tướng, đã từng giữ các chức vụ Bí thư Ban Chấp hành Đảng bộ Đảng Cộng sản Việt Nam thuộc cơ quan Tổng cục Chính trị, Cục trưởng Cục Chính sách; Phó Cục trưởng Cục Tổ chức; Phó Cục trưởng Cục Cán bộ - Bộ Quốc phòng; Phó Chính ủy Binh đoàn 678.

## Xuất thân
Lê Tiến Phục tên khai sinh là Lê Mạnh Phược, sinh tháng 4-1922 tại xã Mỹ Thuận, huyện Mỹ Lộc, tỉnh Nam Định, trong một gia đình Nho gia uyên bác và có truyền thống yêu nước. Ngoài ra ông còn có họ với Trung tướng Đỗ Mạnh Đạo, nguyên phó tư lệnh chính trị Quân khu 3.

## Tiểu sử
- Năm 1933, lúc 11 tuổi ông ra Hà Nội với ông Cả Tuất làm thợ.
- Năm 1939 ông tham gia vào Hội Ái hữu thợ mộc ở các xưởng thợ số nhà 22,24, 26, 25 phố Lò Sũ Hà Nội (cùng với Hà Kế Tấn, Bùi Giản, Vũ Biểu, Đỗ Khương, Đỗ Đạt, Đỗ Giới), vận động thợ thuyền tham gia các cuộc biểu tình, đình công đòi tăng lương.[cần dẫn nguồn]
- Tháng 12-1940, ông được Đỗ Đạt, Vũ Biểu tổ chức kết nạp vào Đảng Cộng sản Việt Nam.
- Năm 1944, ông được Công vận Hà Nội giao nhiệm vụ chuẩn bị cho lớp học Công vận đầu tiên mở ở xưởng mộc Gia Xuân. Tháng 6-1944 ông được tổ chức (do ông Trần Ngọc Minh - nguyên phụ trách Công vận của Thành ủy Hà nội đại diện) tuyên bố chắp nối sinh hoạt Đảng với chi bộ công nhân thủ công.
- Tháng 5-1945, ông được phân công của Công vận xứ về Nam Định nhận nhiệm vụ mới: tổ chức tuyên truyền về chỉ thị của Việt Minh "Nhật Pháp bắn nhau và hành động của chúng ta", chuẩn bị lực lượng cho Tổng khởi nghĩa cướp chính quyền. Tối ngày 17-08-1945 ông cùng các ông Vũ Khế Bật, Đỗ Thực, Đỗ Khắc Tiến, Vũ Cao Phong... lãnh đạo khởi nghĩa cướp chính quyền thành công tại xã Nhân nhuế, xã Khánh Thôn và các xã khác tại huyện Mỹ Lộc tỉnh Nam Định. [cần dẫn nguồn]
- Tháng 9-1945, ông cùng Lương Tuấn Khang được tỉnh ủy Nam Định giao về thành lập huyện bộ Việt Minh của huyện Mỹ Lộc, tỉnh Nam Định (lúc đó toàn huyện mới có 7 Đảng viên).
- Cuối tháng 10-1945, ông được tỉnh ủy Nam Định cử đi học lớp bồi dưỡng cán bộ 15 ngày do Trung ương mở. Đến tháng 5-1946, ông lại được cử đi học lớp Nguyễn Ái Quốc Khóa 2 do Thường vụ Trung ương mở tại Hà Đông (khóa học 2 tháng). Sau khi kết thúc khóa học ông đảm nhiệm chức vụ Chủ tịch Việt Minh huyện Mỹ Lộc. Khi Toàn quốc kháng chiến (12-1946), ông được phân về làm Chủ tịch Ủy ban kháng chiến khu B Mỹ Lộc (dọc đường 21 từ Nam Định đi Phủ Lý).
- Từ tháng 5 năm 1947, ông là Bí thư huyện ủy Mỹ Lộc, Bí thư huyện ủy Nam Trực, Bí thư Ban cán sự Thành ủy Nam Định[1], tỉnh ủy viên tỉnh ủy Nam Định. Năm 1950 ông được Đảng điều vào Quân đội[2].

## Công tác trong Quân đội
- Từ năm 1950-1952, ông đảm nhiệm các chức vụ: Chính trị viên Tiểu đoàn, Chính trị viên Ban cung cấp Trung đoàn 64, rồi Phó chủ nhiệm chính trị Trung đoàn 64, Đại đoàn 320
- Năm 1954, ông tham gia chiến dịch Điện Biên Phủ với cương vị là Trung đoàn bậc Phó, Cán bộ Phòng Cán bộ, Cục Tổ chức- Tổng cục Chính trị.
- Sau chiến dịch Điện Biên Phủ, ông được giao nhiệm vụ sang Lào phụ trách giúp Lào về công tác tổ chức trong quân đội. Tháng 8-1954 ông là Chủ nhiệm Chính trị Đoàn 100[3][4][5]- Đoàn Cố vấn quân sự Việt nam tại Lào (Tư lệnh lúc đó là Chu Huy Mân).Đồng chí Lê Tiến Phục (thứ hai từ trái sang) tại buổi họp mặt của Quân ủy trung ương với đại biểu gia đình liệt sĩ, gia đình quân nhân, anh chị em thương binh ưu tú, ngày 25-08-1968

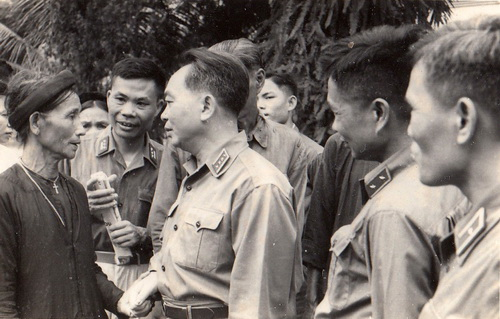
Đồng chí Lê Tiến Phục (thứ hai từ trái sang) tại buổi họp mặt của Quân ủy trung ương với đại biểu gia đình liệt sĩ, gia đình quân nhân, anh chị em thương binh ưu tú, ngày 25-08-1968

- Từ năm 1956, ông lần lượt được giao giữ chức Chính ủy, Bí thư Đoàn Ủy Đoàn 40; Chủ nhiệm Chính trị Sư đoàn 469, Quyền bí thư Sư đoàn ủy; Chính ủy Lữ đoàn 374, Bí thư Lữ đoàn ủy, Đảng ủy viên Đại đoàn 351; Chủ nhiệm Chính trị, Đảng ủy viên Đoàn 959[6].
- Từ tháng 7-1963, ông là Phó Cục trưởng Cục Tổ chức; Phó Cục trưởng Cục Cán bộ, Phó bí thư Ban chấp hành Đảng bộ cơ quan Tổng cục Chính trị. Tháng 11-1967 ông giữ chức vụ Cục trưởng Cục Chính sách, Bí thư Ban chấp hành Đảng bộ cơ quan Tổng cục Chính trị[7]
- Tháng 11-1978, ông là Phó Chính ủy Binh đoàn 678 (Thượng tướng Trần Văn Quang lúc đó là Tư lệnh).
- Tháng 4-1982, ông lại được điều về làm Cục trưởng Cục Chính sách[8][9] - Bộ Quốc phòng
- Tháng 9-1985, do sức khỏe ông chuyển làm chuyên viên cho Cục trưởng.
- Từ tháng 5-1988, ông nghỉ dưỡng bệnh
- Năm 1958, ông Lê Tiến Phục được phong quân hàm Trung tá; năm 1960, thăng quân hàm Thượng tá; năm 1973, thăng quân hàm Đại tá; năm 1983 thăng quân hàm Thiếu tướng. Ông mất tại Hà Nội ngày 16-05-1999.

## Trên cương vị Cục trưởng đầu tiên của Cục Chính sách QDNDVN[7]

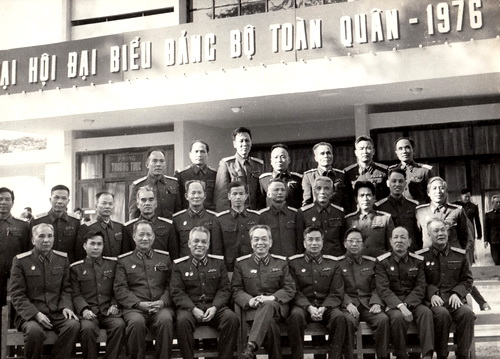
Đồng chí Lê Tiến Phục (hàng giữa, thứ hai từ trái sang) tại Đại hội đại biểu Đảng toàn quân 1976

Khi cuộc kháng chiến chống Mỹ cứu nước bước vào thời kỳ quyết liệt, công tác chính sách với quân đội và hậu phương quân đội đặt ra với một khối lượng rất lớn, tính chất khó khăn phức tạp, cả ở tiền tuyến và hậu phương. Trước tình hình đó, ngày 21 tháng 11 năm 1967 Bộ Quốc phòng quyết định thành lập Cục Chính sách trực thuộc Tổng cục Chính trị. Đang là Cục phó Cục Tổ chức Tổng cục Chính trị ông được bổ nhiệm giữ chức Cục trưởng Cục Chính sách. Suốt trong nhiều năm, được sự chỉ đạo của cấp trên, Cục Chính sách với sự chỉ huy của Cục trưởng Lê Tiến Phục đã tích cực triển khai đồng bộ và thu được nhiều kết quả.
- Đã nghiên cứu đề nghị Nhà nước ban hành các hình thức khen thưởng, kịp thời tuyên dương những người, những gia đình, những tập thể có công, góp phần cổ vũ động viên phong trào thi đua yêu nước, giết giặc lập công.
- Chỉ đạo giải quyết công tác thương binh - liệt sĩ trong chiến đấu ở chiến trường.
- Tổ chức tuyến chuyển thương đưa hàng vạn thương binh từ các chiến trường về hậu phương lớn
- Thành lập hơn 20 đoàn điều dưỡng thương binh ở miền Bắc
- Kịp thời giải quyết chính sách phục viên, chuyển ngành cho hàng chục vạn thương binh đã lành vết thương, ổn định sức khỏe, nhưng không còn khả năng tiếp tục phục vụ trong quân đội
- Chỉ đạo việc xác minh, kết luận để báo tử và giải quyết kịp thời quyền lợi gia đình liệt sĩ đối với hàng chục vạn quân nhân hy sinh trong chiến đấu ở các chiến trường.
- Chỉ đạo cơ quan quân sự các địa phương thực hiện chính sách quản lý và chăm sóc gia đình có quân nhân đi chiến đấu.Thời điểm đó, tổng số toàn miền Bắc có 53 vạn gia đình có người thân đi chiến đấu ở chiến trường miền Nam, với 1,6 triệu thân nhân hưởng trợ cấp B hàng tháng. Với phương châm chỉ đạo việc cấp phát trợ cấp B đối với gia đình quân nhân là:"đủ số, tận tay, đúng kỳ".

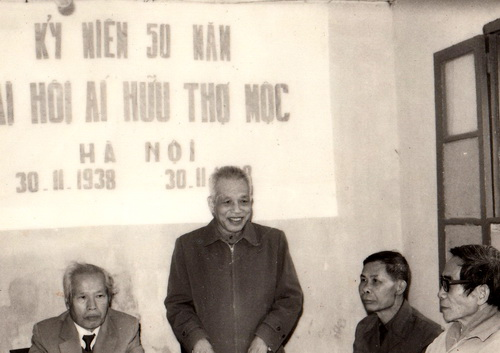
Kỷ niệm 50 năm Hội Ái hữu thợ mộc: Đồng chí Lê Tiến Phục (thứ hai từ phải sang) cùng Đại tướng Văn Tiến Dũng và Bộ trưởng Hà Kế Tấn

Quy cách điều hành việc nghiên cứu đề đạt chính sách của Cục trưởng Lê Tiến Phục là: Trên cơ sở nắm bắt chủ trương của trên, bám sát phát hiện tình hình thực tế ở đơn vị địa phương, từ đó bật ra ý tưởng, giao cho cơ quan nghiên cứu khảo sát, xây dựng đề án, hội thảo, xin ý kiến chuyên gia và các cơ quan hữu quan, sau đó tổng hợp hoàn chỉnh thành tờ trình báo cáo lên cấp trên xem xét quyết định. Với các nội dung chính sách đã ban hành thì tổ chức phổ biến, chỉ đạo hướng dẫn chung, đồng thời theo dõi một vài trọng điểm để kịp thời rút kinh nghiệm chỉ đạo. Bao giờ cũng vậy, ông coi việc kiểm tra thực hiện chính sách ở các cấp, ở các khâu là một việc làm không thể thiếu của cơ quan chiến lược. Quy cách đó trên thực tế đã đem lại hiệu quả tốt.
Có thể khẳng định rằng: Trong nhiều năm, công tác chính sách đạt được rất nhiều kết quả, có ý nghĩa chính trị xã hội sâu sắc, góp phần cổ vũ động viên tiền tuyến,ổn định hậu phương, đóng góp rất xứng đáng vào sự nghiệp chiến đấu và chiến thắng của Quân đội. Trong thành tích chung của Cục, của ngành, có vai trò của Cục trưởng Lê Tiến Phục, trong nghiên cứu đề đạt nội dung chính sách cũng như trong chỉ đạo tổ chức thực hiện chính sách.
Ngoài điều hành công việc ở cơ quan, ông đã dành nhiều thời gian xuống các địa phương, bám cơ sở, thâm nhập sâu sát các đối tượng chính sách để nắm chắc tình hình thực tiễn. Có lần trên đường đi công tác ở tuyến lửa Khu Bốn, xe ô tô của ông bị máy bay Mỹ ném bom rất gần, sức ép chấn động mạnh hất ông bật khỏi xe, bị ngất. Lúc đó anh Nguyễn Đức Lạc chiến sĩ công vụ đã cõng ông vượt qua nguy hiểm. Trong 10 năm liền, ông làm Bí thư Đảng ủy cơ quan Tổng cục Chính trị. Vừa đảm nhiệm Cục trưởng Cục Chính sách vừa đảm nhiệm Bí thư Đảng ủy cơ quan Tổng cục, với ông, có thể nói là một khối lượng công việc lớn.

## Vinh danh
- Huân chương Độc Lập hạng Nhất [10][cần dẫn nguồn]
- Hai Huân chương Quân Công Hạng Nhất[11] và Hạng Ba [cần dẫn nguồn]
- Huân chương Kháng chiến chống Mỹ cứu nước Hạng Nhất[12]
- Huân chương Kháng chiến Hạng nhì
- Huân chương Chiến Thắng Hạng Nhì
- Huân chương Chiến Công Hạng Nhì
- Ba Huân chương chiến sĩ Vẻ Vang Hạng Nhất, Nhì, Ba
- Huy chương Quân kỳ quyết thắng
- Huy hiệu 50 năm tuổi Đảng Cộng sản Việt Nam
- Huân chương Itxala Hạng Nhất của CHDCND Lào[13] [cần dẫn nguồn]

Năm 2014, tên ông được đặt cho một tuyến phố trong khu đô thị mới Thống Nhất, phường Thống Nhất, thành phố Nam Định 

## Gia đình
Ông Lê Tiến Phục kết hôn với người vợ đầu của mình là bà Mai Thị Sửu (1925-1949) khi ông còn hoạt động Cách mạng tại tỉnh Nam Định. Trong một lần đưa người nhà đi chữa bệnh bà Sửu bị chết đuối.
Vợ thứ hai của ông là bà Trần Thị Tư (tức Trần Thị Đoan) (1926-1996), chủ tịch Ủy ban Hành chính Thành phố Nam Định trong giai đoạn 1966-1971. Ông bà kết hôn vào năm 1952, có sáu người con, cả sáu người đều đã từng tham gia Quân đội. Con gái cả của Ông Bà là Tiến sĩ, Bác sĩ Chuyên Khoa II, Thầy thuốc Nhân dân Lê Thị Hòa Bình. Con rể cả của Ông Bà (chồng Bác sĩ Lê Thị Hòa Bình) là Giáo sư, Tiến sĩ Nguyễn Thiện Nhân, Uỷ viên Bộ Chính trị Ban Chấp hành Trung ương Đảng Cộng sản Việt Nam, Bí thư Thành ủy Thành phố Hồ Chí Minh, nguyên Chủ tịch Uỷ ban Trung ương Mặt trận Tổ quốc Việt Nam.
Đại tá, Tiến sĩ Lê Tiến Hải, con trai Thiếu tướng Lê Tiến Phục, người đăng thông tin về gia đình, do lâm bệnh, đã từ trần ngày 15 tháng 4 năm 2017.